# خانه حاجی قاسمی
خانه حاجی قاسمی مربوط به دوره قاجار تا دوره پهلوی است و در مهریز، بخش مرکزی، دهستان خورمیز، روستای سریزد واقع شده و این اثر در تاریخ ۱۶ دی ۱۳۸۷ با شمارهٔ ثبت ۲۴۴۲۷ به‌عنوان یکی از آثار ملی ایران به ثبت رسیده است.